# Římskokatolická farnost Jílové
Římskokatolická farnost Jílové (lat. Eila) je církevní správní jednotka sdružující římské katolíky na území města Jílové a v jeho okolí. Organizačně spadá do děčínského vikariátu, který je jedním z 10 vikariátů litoměřické diecéze. Centrem farnosti je kostel Nejsvětější Trojice v Jílovém.

## Historie farnosti
Již v roce 1384 byla v místě plebánie. Matriky byly vedeny od roku 1669. Od roku 1834 zde byla lokálie. Farnost byla kanonicky zřízena v roce 1849.

### Duchovní správcové vedoucí farnost
Začátek působnosti jmenovaného v duchovní správě farnosti od:
- 1371   Benedictus
- 1390   Nicolaus
- 1793   exposit. Jos. Kriegner, † 8. 1. 1809
- 1802   exposit. Ioann. Martini, n. 23. 1. 1758 Adersbach, o. 21. 12. 1782, † 9. 2. 1837
- 1806   exposit. vacat
- 1806   exposit. Philipp. Degel, n. 1. 8. 1782 Pont.,  o. 8. 9. 1805, † 18. 10. 1862
- 1812   exposit. Florian. Seidl, n. 27. 3. 1785 Rosendorf, o. 10. 11. 1807, † 2. 10. 1852
- 1817   exposit. Jos. Toelzer, n. 4. 4. 1783 Schneckendorf, o. 31. 8. 1807, † 13. 8. 1861
- 1820   exposit. Jos. Schmid, n. 25. 5. 1791 Seesitz, o. 22. 4. 1813
- 1824   exposit. Jos. Otto, n. 21. 7. 1787 Alt Ehrenberg, o. 26. 12. 1814
- 1849   proto-par. (první-farář) Jos. Otto, n. 21. 7. 1787 Alt Ehrenberg, o. 26. 12. 1814, † 27. 6. 1875
- 1854     katalog chybí
- 1855   Anton. Gau, n. 8. 5. 1819 Leipa, o. 7. 8. 1842, † 23. 10.1856
- 1856   par. vacat, admin. interim. Franc. Focke
- 1857   Car. Wettengel, n. 17. 2. 1807 Stranicens. o. 5. 8. 1831, † 30. 4. 1897
- 1872   Franc. Wolf, n. 22. 7. 1835 Leitmeritz, o. 26. 7. 1858, † 6. 6. 1916
- 1896   Jos. Grus, n. 17. 3. 1859 Libichov, o. 11. 5. 1884, † 29. 11. 1948
- 1. 8. 1940  Franc. Xav. Richter, n. 26. 9. 1908 Mariaschein, o. 29. 6. 1932, † 2. 11. 1971
- 1. 11. 1945 Gerold Kreysa
- 1. 9.  1945 Vojtěch Bartoš
- 1. 11. 1948 Karel Kvítek
- 1. 7.  1952 Jan Pohl
- 15. 3. 1965  Benno Rössler, admin.
- 15. 2. 1978  Jiří Kabát, CSsR., admin.
- 1. 7.  1988   Milan Matfiak
- 1. 11. 1989  Jan Prokop Bahník, O.P., admin.
- 1. 11. 1990  František Jirásek, admin. exc. z Děčína-Podmokel[3]

Kromě kněží stojících v čele farnosti, působili ve farnosti v průběhu její historie i jiní kněží. Většinou pracovali jako farní vikáři, kaplani, katecheté, výpomocní duchovní aj.

## Území farnosti
Do farnosti náleží území těchto obcí:
- Jílové (Eulau bei Bodenbach[p 2])
- Kamenec (Steindorf[p 2])
- Kamenná (Gesteinigt[p 2])
- Martiněves (Merzdorf[p 2])
- Modrá (Reigersdorf[p 2])
- Sněžník (Schneeberg[p 2])

## Římskokatolické sakrální stavby na území farnosti
| | Fotografie | Stavba                     | Místo   | Bohoslužby                      | Zeměpisné souřadnice            | Status       |        |
| Kostel | Kostel     | Kostel                     | Kostel  | Kostel                          | Kostel                          | Kostel       | Kostel |
| --- | ---------- | -------------------------- | ------- | ------------------------------- | ------------------------------- | ------------ | ------ |
| 1. |            | Kostel Nejsvětější Trojice | Jílové  | bližší informace o bohoslužbách | 50°45′48″ s. š., 14°6′13″ v. d. | farní kostel |        |
| Kaple |            |                            |         |                                 |                                 |              |        |
| 2. |            | Kaple Jména Panny Marie    | Sněžník | bohoslužby příležitostně        | 50°47′9″ s. š., 14°5′14″ v. d.  | obecní kaple |        |
| Některé drobné sakrální stavby a pamětihodnosti lze dohledat zde v databázi Drobné sakrální památky Zaniklé sakrální stavby lze dohledat zde v databázi Poškozené a zničené kostely, kaple a synagogy v České republice |            |                            |         |                                 |                                 |              |        |

Ve farnosti se mohou nacházet i další drobné sakrální stavby, místa římskokatolického kultu a pamětihodnosti, které neobsahuje tato tabulka.

## Příslušnost k farnímu obvodu
Z důvodu efektivity duchovní správy byl vytvořen farní obvod (kolatura) farnosti Děčín IV-Podmokly, jehož součástí je i farnost Jílové, která je tak spravována excurrendo. Přehled těchto kolatur je v tabulce farních obvodů děčínského vikariátu.